# Demokratyzacja

Państwa demokratyzujące się (kolor niebieski) lub autokratyzujące się (kolor czerwony) nieznacznie lub znacząco (lata 2010–2020). Państwa zaznaczone na szaro są zasadniczo stabilne.

Demokratyzacja – proces zmierzający do przekształcenia dotychczasowej formy rządów w ustrój demokratyczny. W wyniku głębokich reform w sferze społecznej i politycznej mechanizm ustrojowy państwa zaczyna funkcjonować w oparciu o zasady demokracji.
Demokratyzacja może również zachodzić w ramach struktury partyjnej lub instytucjonalnej doprowadzając do wzrostu realnego wpływów członków danej organizacji na jej funkcjonowanie. Proces rozszerzania społecznych źródeł rekrutacji elit również nosi cechy demokratyzacji.
W Polsce i krajach Europy Środkowo-Wschodniej proces demokratyzacji rozpoczął się w latach 1989–1990, zachodził w ramach transformacji ustrojowej – przechodzenia od systemu “realnego socjalizmu” do kapitalizmu i gospodarki rynkowej, decentralizacji władzy państwowej, odradzania się parlamentaryzmu i reaktywowania samorządu terytorialnego.
Demokratyzację najczęściej poprzedza liberalizacja.